# Werner Engel (peintre)
Pour les articles homonymes, voir Werner Engel et Engel.
Werner Emil Engel (né le 22 août 1880 à Thoune, mort le 18 juin 1941 dans la même ville) est un peintre suisse.

## Biographie

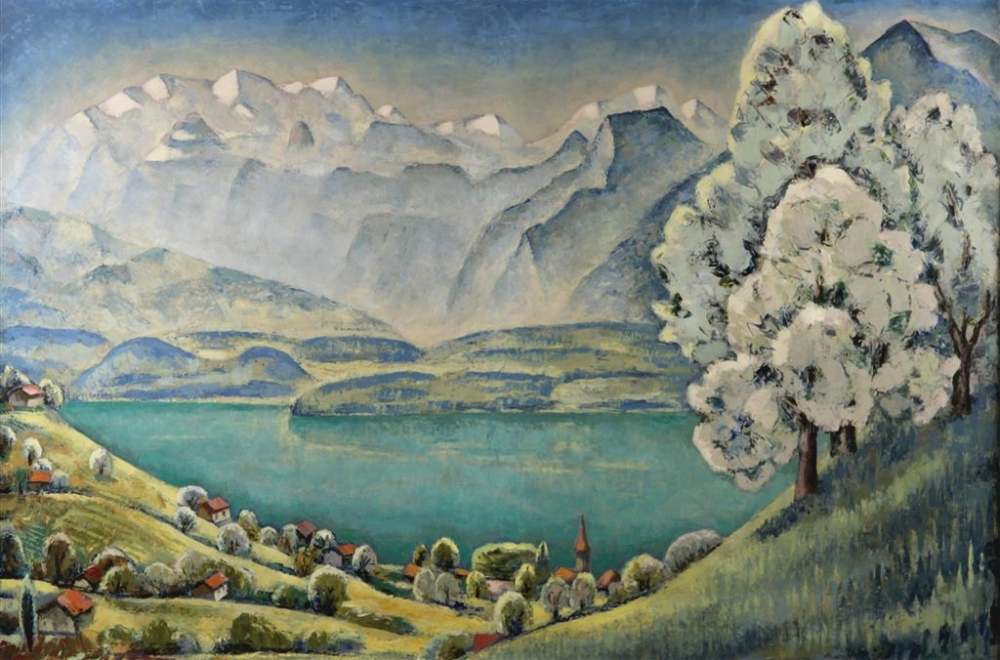
Lac devant la chaîne de montagnes, 1939

Engel est photographe jusqu'en 1902. Il étudie ensuite à la Kunstgewerbeschule de Berne et en 1905 à la Kunstgewerbeschule de Munich, où Maximilian Dasio lui enseigne. En 1907, il s'installe chez Robert Poetzelberger à Stuttgart. Il séjourne également en Italie, dans le sud de la France et à Paris à des fins d'études. À partir de 1905, il participe à des expositions, notamment à Paris. Les œuvres d'Engel sont présentes dans les musées de Soleure, Thoune et Berne. Il illustre l'ouvrage Berner Oberland in Sage und Geschichte de Hermann Hartmann et son propre livre Mein Thun.